# Царі Понту
Царі Понту — перелік володарів Понту (або Капподокійського Понту), надалі великого Понту (разом з деякими сусідніми областями). Водночас у різні часи керувати царствами Боспор, Мала Вірменія.

## Династія Мітрідатідів
- Мітрідат I Ктіст (302–266 до н. е.)
- Аріобарзан I (266–250 до н. е.)
- Мітрідат II (250–220 до н. е.)
- Мітрідат III (220–190 до н. е.)
- Фарнак I (190–159 до н. е.)
- Мітрідат IV Філопатор Філадельф (159–150 до н. е.)
- Мітрідат V Евергет (150–120 до н. е.)
- Мітрідат VI Евпатор (120-63 до н. е.)

## Галатська династія
- Дейотар (63-47 до н. е.)

## Династія Мітрідатідів
- Фарнак II (47 до н. е.)

## Галатська династія
- Дейотар (47-39 до н. е.)

## Династія Мітрідатідів
- Дарій I (39-37 до н. е.)
- Аршак I (37 до н. е.)

## Династія Піфодоридів
- Полемон I Евсеб Сотер (37-8 до н. е.)
- Піфодорида I Філометор (8 до н. е. — 21 н. е.)
- Антонія Тріфена (21-27)
- під владою Римської імперії (27-38)
- Полемон II Філогерманік Філопатор (38-63)